# Saint-Étienne-de-Gourgas
Saint-Étienne-de-Gourgas (okzitanisch: Sant Estève de Gorgàs) ist ein Ort und eine südfranzösische Gemeinde mit 520 Einwohnern (Stand: 1. Januar 2022) im Département Hérault in der Region Okzitanien (vor 2016: Languedoc-Roussillon). Die Gemeinde gehört zum Arrondissement Lodève und zum Kanton Lodève. Die Einwohner werden Gorgasiens genannt.

## Lage
Saint-Étienne-de-Gourgas liegt etwa 44 Kilometer nordwestlich von Montpellier. Umgeben wird Saint-Étienne-de-Gourgas von den Nachbargemeinden Pégairolles-de-l’Escalette im Norden und Nordwesten, Saint-Michel im Norden und Nordosten, Saint-Pierre-de-la-Fage im Osten, Saint-Privat im Süden und Südosten, Fozières im Südwesten sowie Soubès im Westen.

## Bevölkerungsentwicklung
| Jahr                      | 1962 | 1968 | 1975 | 1982 | 1990 | 1999 | 2006 | 2013 |
| Einwohner                 | 245  | 233  | 212  | 254  | 253  | 308  | 418  | 456  |
| Quelle: Cassini und INSEE |      |      |      |      |      |      |      |      |

## Sehenswürdigkeiten
- Schloss Aubaigues aus dem 14. Jahrhundert, Umbauten aus dem 17. Jahrhundert